# Ramshackled
Ramshackled est l'unique album solo d'Alan White, batteur du groupe britannique Yes. Il est sorti en 1976 sur Atlantic Records, à une époque où les cinq membres du groupe Yes (Jon Anderson, Chris Squire, Steve Howe, Patrick Moraz et White) ont tous sorti des albums solo. White n'a joué que de la batterie sur l'album et n'a écrit ni chanté aucune des chansons.

## Contexte et enregistrement
White avait travaillé avec Pete Kirtley et Kenny Craddock au sein du Alan Price Set en 1966 et de Happy Magazine en 1968. White, Kirtley, Craddock et Colin Gibson ont ensuite joué ensemble dans l'éphémère groupe Griffin en 1969. Au début des années 1970, White, Kirtley, Craddock, Gibson et Bud Beadle se sont retrouvés dans le groupe Simpson's Pure Oxygen. Craddock était également dans la deuxième formation de Lindisfarne qui a sorti deux albums entre 1973 et 1975. Pour son premier album solo, Alan a réuni Kirtley, Craddock, Gibson et Beadle[réf. souhaitée].
Deux autres membres de Yes, Jon Anderson et Steve Howe, ont participé à Spring: Song of Innocence. Gibson et le saxophoniste Bud Beadle sont également apparus sur le propre album solo de Steve Howe de la même période, Beginnings. Bien qu'il n'apparaisse pas sur l'album, Patrick Moraz fait une apparition dans la vidéo promotionnelle[réf. souhaitée]. Yes est ensuite parti tourné en 1976, où ils ont, dès les premières dates, joué les chansons d'albums solo de chacun des membres, dont One Way Rag et Song of Innocence, mais ceux-ci ont été rapidement abandonnés.

## Accueil
Alex Anderson d'AllMusic a trouvé l'album très inégal et a noté que le méli-mélo de styles populaires de l'album n'a pas réussi à plaire à la base de fans de rock progressif que White avait gagnée avec Yes[Quoi ?]. Il a conclu « Bien que cet album, Ramshackled, ne soit pas terrible, la plupart des fans de Yes qui l'ont acheté ont convenu que leur argent n'avait pas été bien dépensé ».

## Contenu de l'album
1. Ooh Baby (Goin' to Pieces) (Pete Kirtley) - 5:33
2. One Way Rag (Colin Gibson, Kenny Craddock) - 4:07
3. Avakak (Craddock, Gibson, Kirtley) - 6:54
4. Spring-Song of Innocence (paroles : William Blake, musique : Kirtley) - 5:02
5. Giddy (Craddock, Gibson) - 3:13
6. Silly Woman (Kirtley) - 3:15
7. Marching Into a Bottle (Craddock) - 2:00
8. Everybody (Craddock, Gibson, Kirtley) - 3:14
9. Darkness, Pts. 1–3 (Craddock, Gibson) - 5:32

## Musiciens
- Alan White – batterie, percussions
- Bud Beadle, Steve Gregory – flûte, saxophone
- Henry Lowther – trompette
- Madeline Bell, Vicki Brown, Joanne Williams – chœurs
- Pete Kirtley – guitares électrique et acoustique, chant
- Colin Gibson – basse, percussions
- Kenny Craddock – piano, orgue, synthétiseurs, voix
- Alan Marshall – chant
- David Bedford – arrangements, direction d'orchestre

### Musiciens additionnels
- Jon Anderson – chant sur Spring-Song of Innocence
- Steve Howe – guitare sur Spring-Song of Innocence

### Production
- Produit par Alan White et Bob Potter
- Enregistré et conçu par Alan White, Bob Potter & Paul Hardiman
- Assistant & deuxième ingénieur : Paul Hardiman
- Ingénieur en découpe de bande sonore : David Tucker

## Classement
| Classement (1976)             | Meilleure position |
| ----------------------------- | ------------------ |
| Royaume-Uni (UK Albums Chart) | 41                 |